# 4 × 400 meter stafett för herrar i friidrott vid olympiska sommarspelen 2008
Herrarnas 4 × 400 meter stafett vid olympiska sommarspelen 2008 ägde rum den 22 och 23 augusti i Pekings Nationalstadion.
16 nationer var anmälda till grenen. De hade kvalificerat sig utifrån medelvärdet av sina två bästa tider under den gångna kvalificeringsperioden. Finalen vanns av USA som satte ett nytt olympiskt rekord med tiden 2.55,39.

## Medaljörer
| Gren          | Guld                                                                                               | Guld         | Silver                                                                                        | Silver  | Brons                                                                   | Brons   |
| 4 × 400 meter | USA LaShawn Merritt Angelo Taylor David Neville Jeremy Wariner Kerron Clement* Reggie Witherspoon* | 2.55,39 (OR) | Bahamas Andretti Bain Michael Mathieu Andrae Williams Chris Brown Avard Moncur* Ramon Miller* | 2.58,03 | Storbritannien Martyn Rooney Andrew Steele Robert Tobin Michael Bingham | 2.58,81 |

(*) Deltog endast i semifinaler.

## Kvalsummering
Lagen gick vidare till följd av medeltalet av två kvaltider. 
| Plats    | Land                    | 2 lopp  | 2 lopp     | 1       | 2       |
| Plats    | Land                    | Totalt  | Genomsnitt | 1       | 2       |
| -------- | ----------------------- | ------- | ---------- | ------- | ------- |
| 1        | USA                     | 5.54,74 | 2.57,37    | 2.55,56 | 2.59,18 |
| 2        | Bahamas                 | 5:59.55 | 2:59.78    | 2:59.18 | 3:00.37 |
| 3        | Jamaica                 | 6:01.20 | 3:00.60    | 3:00.44 | 3:00.76 |
| 4        | Polen                   | 6:01.75 | 3:00.87    | 3:00.05 | 3:01.70 |
| 5        | Ryssland                | 6:02.69 | 3:01.34    | 3:01.07 | 3:01.62 |
| 6        | Storbritannien          | 6:03.14 | 3:01.57    | 3:01.22 | 3:01.92 |
| 7        | Tyskland                | 6:03.98 | 3:01.99    | 3:01.77 | 3:02.21 |
| 8        | Australien              | 6:04.05 | 3:02.03    | 3:01.52 | 3:02.53 |
| 9        | Belgien                 | 6:04.64 | 3:02.32    | 3:02.13 | 3:02.51 |
| 10       | Dominikanska republiken | 6:04.97 | 3:02.48    | 3:02.48 | 3:02.49 |
| 11       | Japan                   | 6:05.20 | 3:02.60    | 3:02.44 | 3:02.76 |
| 12       | Kuba                    | 6:05.32 | 3:02.66    | 3:02.10 | 3:03.22 |
| 13       | Frankrike               | 6:05.98 | 3:02.99    | 3:02.33 | 3:03.65 |
| 14       | Trinidad och Tobago     | 6:06.52 | 3:03.26    | 3:02.92 | 3:03.60 |
| 15       | Grekland                | 6:07.86 | 3:03.93    | 3:02.21 | 3:05.65 |
| 16       | Sydafrika               | 6:08.24 | 3:04.12    | 3:03.58 | 3:04.66 |
| Reserver |                         |         |            |         |         |
| 17       | Italien                 | 6:08.77 | 3:04.38    | 3:03.66 | 3:05.11 |
| 18       | Botswana                | 6:09.12 | 3:04.56    | 3:03.16 | 3:05.96 |
| 19       | Irland                  | 6:09.14 | 3:04.57    | 3:04.43 | 3:04.71 |
| 20       | Brasilien               | 6:09.51 | 3:04.76    | 3:04.36 | 3:05.15 |

## Resultat

### Semifinaler
De första tre i varje heat (Q) och de två näst snabbaste (q) gick vidare till finalen.
| Placering | Heat | Bana | Nation                  | Löpare                                                                                     | Tid     | Noteringar |
| --------- | ---- | ---- | ----------------------- | ------------------------------------------------------------------------------------------ | ------- | ---------- |
| 1         | 2    | 5    | Storbritannien          | Andrew Steele, Robert Tobin, Michael Bingham, Martyn Rooney                                | 2.59,33 | Q, SB      |
| 2         | 2    | 3    | Bahamas                 | Michael Mathieu, Avard Moncur, Ramon Miller, Andrae Williams                               | 2:59.88 | Q, SB      |
| 3         | 1    | 3    | USA                     | David Neville, Kerron Clement, Reggie Witherspoon, Angelo Taylor                           | 2:59.98 | Q          |
| 4         | 2    | 7    | Jamaica                 | Michael Blackwood, Alodin Fothergill, Sanjay Ayre, Ricardo Chambers                        | 3:00.09 | Q, SB      |
| 5         | 1    | 6    | Belgien                 | Cédric Van Branteghem, Jonathan Borlée, Arnaud Ghislain, Kévin Borlée                      | 3:00.67 | Q, NR      |
| 6         | 1    | 8    | Australien              | Joel Milburn, Mark Ormrod, John Steffensen, Clinton Hill                                   | 3:00.68 | q, SB      |
| 7         | 1    | 7    | Polen                   | Marek Plawgo, Piotr Klimczak, Piotr Kędzia, Rafał Wieruszewski                             | 3:00.74 | q, SB      |
| 8         | 1    | 5    | Sydafrika               | Pieter Smith, Ofentse Mogawane, Alwyn Myburgh, L.J. van Zyl                                | 3:01.26 | SB         |
| 9         | 1    | 4    | Kuba                    | Yunier Perez, Yunior Díaz, William Collazo, Omar Cisneros                                  | 3:02.24 |            |
| 10        | 1    | 2    | Frankrike               | Teddy Venel, Idrissa M'Barke, Brice Panel, Richard Maunier                                 | 3:03.19 |            |
| 11        | 2    | 6    | Tyskland                | Simon Kirch, Kamghe Gaba, Ruwen Faller, Bastian Swillims                                   | 3:03.49 |            |
| 12        | 2    | 2    | Trinidad och Tobago     | Ato Modibo, Jovon Toppin, Cowin Mills, Stann Waithe                                        | 3:04.12 | =SB        |
| 13        | 2    | 4    | Japan                   | Mitsuhiro Abiko, Dai Tamesue, Yoshihiro Horigome, Kenji Narisako                           | 3:04.18 | SB         |
| 14        | 2    | 9    | Grekland                | Stylianos Dimotsios, Dimitrios Gravalos, Pantelis Melachroinoudis, Konstantinos Anastasiou | 3:04.30 | SB         |
| 15        | 2    | 8    | Dominikanska republiken | Carlos Santa, Arismendy Peguero, Pedro Mejia, Yoel Tapia                                   | 3:04.31 | SB         |
| DIS       | 1    | 9    | Ryssland                | Maksim Dildin, Vladislav Frolov, Anton Kokorin, Denis Aleksejev                            |         | Q          |

### Final
| Placering | Bana | Nation         | Löpare                                                                | Tid     | Noteringar |
| --------- | ---- | -------------- | --------------------------------------------------------------------- | ------- | ---------- |
| 1         | 7    | USA            | LaShawn Merritt, Angelo Taylor, David Neville, Jeremy Wariner         | 2.55,39 | OR         |
| 2         | 5    | Bahamas        | Andretti Bain, Michael Mathieu, Andrae Williams, Christopher Brown    | 2.58,03 | SB         |
| 3         | 6    | Storbritannien | Andrew Steele, Robert Tobin, Michael Bingham, Martyn Rooney           | 2.58,81 | SB         |
| 4         | 8    | Belgien        | Kévin Borlée, Jonathan Borlée, Cédric Van Branteghem, Arnaud Ghislain | 2.59,37 | NR         |
| 5         | 2    | Australien     | Sean Wroe, John Steffensen, Clinton Hill, Joel Milburn                | 3.00,02 | SB         |
| 6         | 3    | Polen          | Rafał Wieruszewski, Piotr Klimczak, Piotr Kędzia, Marek Plawgo        | 3.00,32 | SB         |
| 7         | 9    | Jamaica        | Michael Blackwood, Ricardo Chambers, Sanjay Ayre, Lansford Spence     | 3.01,45 |            |
| DIS       | 4    | Ryssland       | Maksim Dildin, Vladislav Frolov, Anton Kokorin, Denis Aleksejev       | DIS     |            |

 VR - Världsrekord / NR- Nationsrekord / =SB - Tangerat säsongsbästa / PB - Personbästa / SB - Säsongsbästa / DIS - Diskvalificerad
* Den 14 september 2016 blev Ryssland fråntagna sin bronsmedalj av IOK efter ett positivt dopingtest från Denis Aleksejev. Den 21 juni 2017 blev Storbritannien istället tilldelade bronsmedaljen.